# Renate Merck
Renate Merck (* 4. Juli 1951 in Hamburg; † 24. Dezember 2024 in Kiel) war eine deutsche Filmeditorin.
Renate Merck studierte zunächst Germanistik und Ethnologie. Ab 1979 wurde sie im Bereich Filmschnitt tätig.
Der Film Abschied. Brechts letzter Sommer in der Regie von Jan Schütte wurde bei den Internationalen Filmfestspielen von Cannes 2000 in der Sektion Un Certain Regard uraufgeführt. Für den Film Scherbentanz wurde sie 2003 für den Schnitt-Preis nominiert.
Renate Merck war mit dem Regisseur Helmut Herbst bis zu dessen Tod im Jahr 2021 verheiratet. Das Paar lebte in Brombachtal-Birkert im Odenwald.

## Filmografie (Auswahl)
- 1980: Was soll'n wir denn machen ohne den Tod, Regie: Elfi Mikesch
- 1985: Verführung: Die grausame Frau, Regie: Monika Treut
- 1985: 40 qm Deutschland, Regie: Tevfik Başer
- 1987: Drachenfutter, Regie: Jan Schütte
- 1990: Winckelmanns Reisen, Regie: Jan Schütte
- 1991: Der zynische Körper, Regie: Heinz Emigholz
- 1991: Im Kreise der Lieben, Regie: Hermine Huntgeburth
- 1991: Nach Patagonien, Regie: Jan Schütte
- 1992: Female Misbehaviour, Regie: Monika Treut
- 1993: Bunkerlow, Regie: Martin Kirchberger
- 1994: Auf Wiedersehen Amerika, Regie: Jan Schütte
- 1995: Eine Reise in das Innere von Wien, Regie: Jan Schütte
- 1995: Die Eroberung der Mitte, Regie: Robert Bramkamp
- 1997: Diese Tage in Terezin, Regie: Sibylle Schönemann
- 1997: Das Trio, Regie: Hermine Huntgeburth
- 1998: Fette Welt, Regie: Jan Schütte
- 2000: Abschied. Brechts letzter Sommer, Regie: Jan Schütte
- 2002: Scherbentanz, Regie: Chris Kraus
- 2003: Supertex, Regie: Jan Schütte
- 2007: Bis später, Max, Regie: Jan Schütte
- 2024: Ihre ergebenste Fräulein, Regie: Eva Heldmann